# Ленсинас, Карлос Вашингтон
Карлос Вашингтон Ленсинас (исп. Carlos Washington Lencinas; 13 ноября 1888 — 10 ноября 1929) — аргентинский политик и губернатор провинции Мендоса.

## Биография
Карлос Вашингтон Ленсинас родился в департаменте Ривадавия, провинция Мендоса, в 1888 году в семье Хосе Нестора Ленсинаса и Фиделы Пикок. Старший Ленсинас являлся депутатом от провинции Мендоса и был известен как ярый защитник политических прав. Карлос поступил в Национальный университет Кордовы. Получив там диплом юриста, он вернулся в Мендосу и стал помогать своему отцу в качестве местного лидера Гражданского радикального союза (UCR). В 1916 году он был избран вместе со своим отцом в Палату депутатов Аргентины.
Прогрессивная социальная и экономическая политика его отца сделала его популярным среди значительной части населения тогдашней аграрной провинции, состоявшего из фермеров-арендаторов и крестьян, многие из которых стали жертвами долговой кабалы. В то же время это сделало его врагом землевладельческой элиты провинции, а также реформистского президента Иполито Иригойена, искавшего поддержки среди крупных землевладельцев. В конце 1919 года он добился смещения Ленсинаса с поста губернатора. Кончина его отца в 1920 году сделала депутата Ленсинаса непримиримым противником президента Иригойена, хотя он не покинул ряды Гражданского радикального союза. Более того он стал лидером его «ситуационистского» диссидентского крыла, одного из ряда себе подобных, возникших в результате многочисленных решений президента Иригойена по увольнению губернаторов и других законодателей.
Ленсинас был избран губернатором провинции Мендосы в 1922 году. Он сосредоточил свою публичную деятельность на организации общественных работ по улучшению социальной инфраструктуры. В частности, он курировал строительство больницы имени Хосе Нестора Ленсинаса, открытой как туберкулёзная. Восстановив действие большей части трудового и социального законодательства, введённого его отцом в 1919 году и затем приостановленного, губернатор Ленсинас таким образом отдалился от консервативного руководства Гражданского радикального союза и в результате в 1924 году был смещён со своего поста согласно указу президента Марсело Торкуато де Альвеара.
В 1928 при поддержке значительного количества своих последователей Ленсинас был избран в Сенат Аргентины. Как это неоднократно случалось в предыдущие годы, Сенат решил воспользоваться своей правом, позволявшим ему изгнать из своих рядов любого избранного сенатора, которого другие его члены считали «непригодным для работы». Ленсинас отчаянно защищался во время длительных слушаний по этому вопросу, но в итоге его всё-таки лишили места в сенате. Это стало возможным благодаря согласованному голосованию Гражданского радикального союза и консерваторов.
10 ноября 1929 года Ленсинас вернулся в Мендосу с планами заручиться поддержкой для своего допуска в Сенат. По некоторым данным, он, будучи предупреждённым о возможном покушении на его жизнь, написал президенту Иригойену письмо, в котором просил защиты и возлагал на него ответственность за всё, что может с ним случиться. Однажды, когда Ленсинас вышел на балкон в центре города Мендоса, чтобы обратиться к своим сторонникам, он был ранен выстрелом в сердце, произведённым неизвестным.
Характер убийства Ленсинаса и то обстоятельство, что оно оставалось неразгаданным, породили в последующие десятилетия ряд гипотез. Так, например, высказывались предположения, что он мог быть убит из-за любовного треугольника, в котором находился, или что его убийство могло быть организовано сторонниками президента Иригойена в Мендосе. Историческое расследование, завершённое в 2004 году, показало существование достоверных доказательств, подтверждающие гипотезу о политическом заговоре. Но в то же время вопрос, был ли организован такой заговор сторонниками Иригойена, реакционными землевладельцами или кем-то другим, остаётся неразрешённым.